# S 2 (sommergibile Italia 1915)
L’S 2 è stato un sommergibile della Regia Marina, in precedenza appartenuto alla Royal Navy.

## Storia
L’S 2 prestò servizio per brevissimo tempo nella Marina britannica. Nello stesso mese della sua entrata in servizio la Regia Marina, entrata nel frattempo in guerra a fianco delle potenze della Triplice intesa, chiese ed ottenne la sua cessione (insieme ai suoi due gemelli) da parte degli inglesi: i tre sommergibili erano infatti stati costruiti su progetto italiano ed erano molto simili a quelli in servizio nella Regia Marina).
Tra la metà di settembre e l'inizio di novembre 1915 ebbe luogo il trasferimento dal Regno Unito alla base di La Spezia.
Nel dicembre dello stesso anno fu assegnato alla III Squadriglia Sommergibili di Brindisi ma fu effettivamente dislocato a Bari, al comando del tenente di vascello Alessandro Giaccone. Fu impiegato al largo di Cattaro.
Nel 1916 ebbe temporanea dislocazione a Venezia.
Nel maggio-giugno 1916 svolse una missione offensiva al largo di Durazzo.
Il 15 giugno fu inviato nelle acque prospicienti Capo Pali (Dalmazia), a supporto di un'azione di MAS contro i mercantili austroungarici ormeggiati a San Giovanni di Medua.
Nel novembre 1916 l’S 2 fu trasferito a La Spezia e fu immesso nel locale Arsenale, restandovi per il resto dell'anno e per tutto l'anno successivo, in quanto i motori erano afflitti da continui guasti (grave problema che affliggeva anche i gemelli).
Nel gennaio 1918 fece ritorno a Bari e fu impiegato in funzione protettiva nell'avamporto della base, svolgendo 21 missioni di tale tipo.
Disarmato a fine guerra, fu radiato nel 1919 e quindi demolito.